# 夕張本町駅

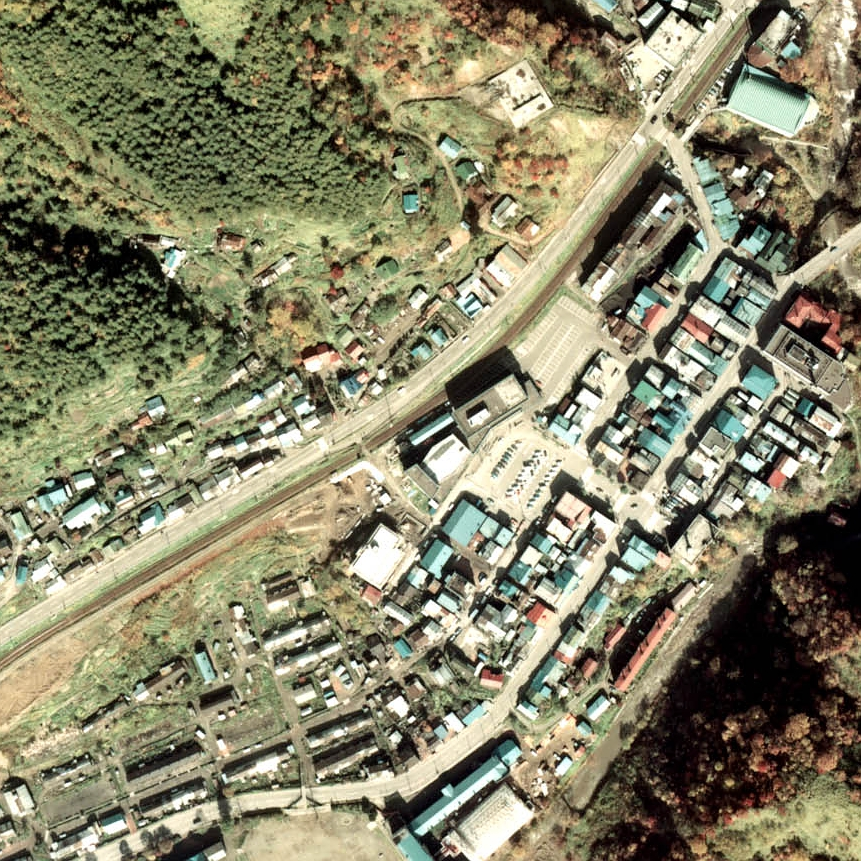
1976年の夕張本町駅跡と周囲約500 m範囲。左下が鹿ノ谷方面。灰色のビルが市民会館、その横の白いビルが市民会館大ホールで、市民会館1階が駅舎を兼ね、ホームは会館の裏にあった。廃止から5年後の姿で、レールは撤去されている。1971年までは市民会館横の駐車場の敷地までが構内で、貨物上屋があった。1978年6月、同駐車場と周辺民有地に夕張市役所庁舎を新築した。この後1985年に、2代目となる国鉄夕張駅が同場所へ移転した。

夕張本町駅（ゆうばりほんちょうえき）は、北海道夕張市本町にあった夕張鉄道の駅（廃駅）である。夕張鉄道線の旅客部門合理化に伴い1971年に廃止された。
ここでは、同駅の駅舎と一体で建設された「夕張市民会館」（ゆうばりしみんかいかん）についても述べる。

## 歴史
- 1926年（大正15年）10月14日：夕張鉄道線の開業に伴い、新夕張駅として開業。
  - 後の石勝線・新夕張駅（当時は夕張線・紅葉山駅）とは場所は全く異なる。
- 1927年（昭和2年）1月8日：当駅 - 夕張町丁未（）間の北炭夕張礦専用鉄道運用開始。
- 1954年（昭和29年）1月16日：夕張本町駅に改称。
- 1963年（昭和38年）10月10日：夕張市民会館1階に移転開業。
- 1971年（昭和46年）11月15日：鹿ノ谷 - 当駅間廃線に伴い廃止。

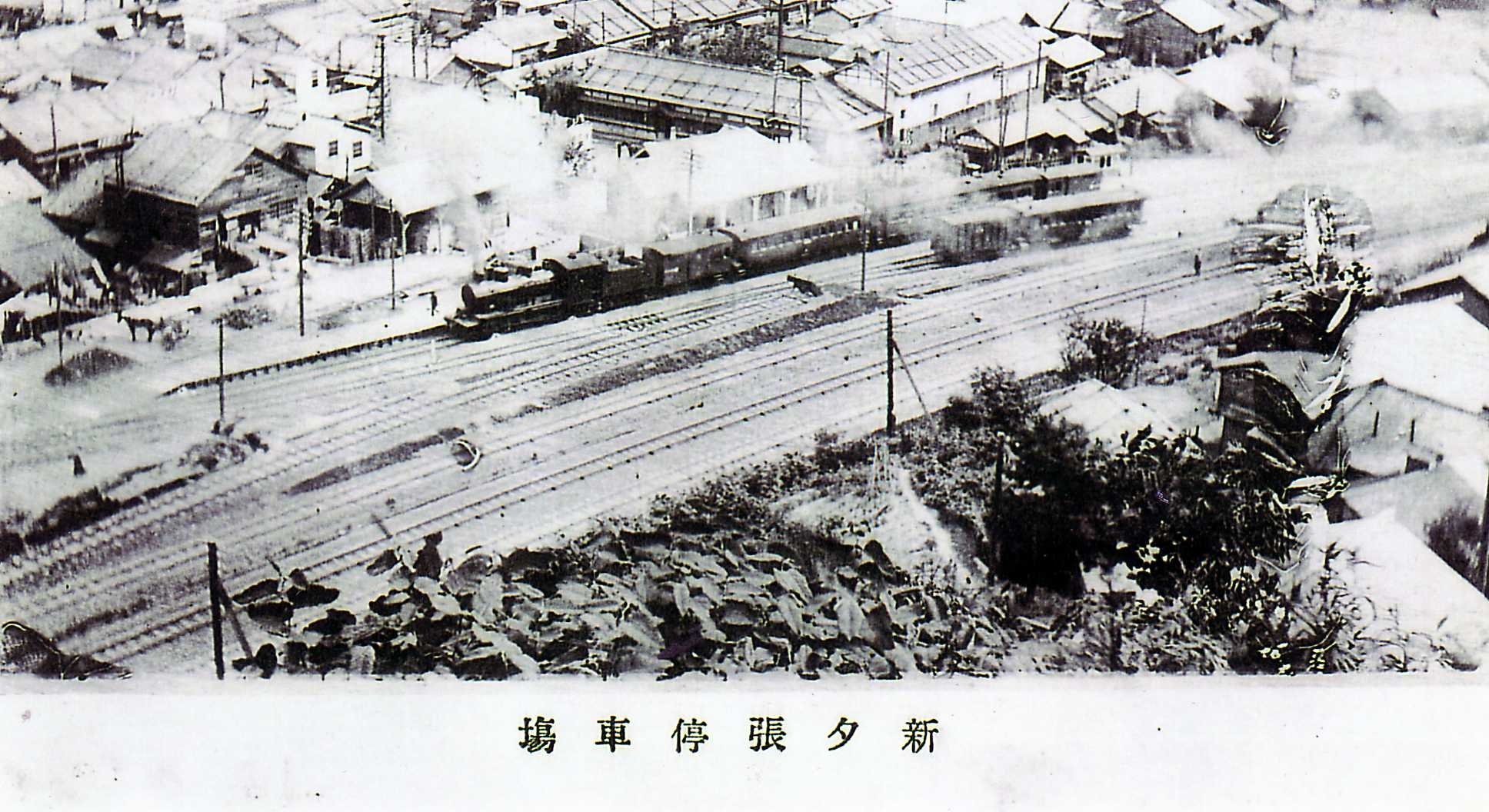
夕張鉄道開業当初の新夕張駅構内（1930年）
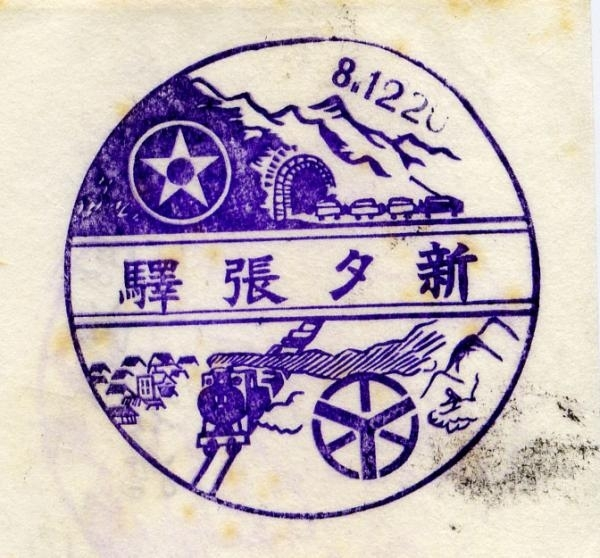
新夕張駅のスタンプ（1933年）

## 駅構造
単式ホーム1面1線を有する地上駅。終日駅員が配置されていた。

## 駅周辺
国鉄夕張線・夕張駅は石炭積み出し駅として設置されたため、市街地の外れに位置していた。それに対して夕張本町駅は市街地中心部に位置していた。
- 夕張市民会館（駅舎と合築）
- 夕張市役所
- 夕張本町郵便局
- 北洋銀行（旧北海道拓殖銀行）夕張支店
- 夕張公共職業安定所

## 廃線後
廃線後ホーム・線路は撤去され、跡地は空き地となった。1985年10月、国鉄夕張駅（2代目）がこの空き地へ移転した。1990年12月、同駅がホテルマウントレースイ前に移転し、以後再び空き地となっている。駅舎は夕張市民会館と合築の建物で夕張市が所有。隣接する夕張市役所の建物と渡り廊下でつながっている。

## 隣の駅
夕張鉄道
夕張鉄道線
末広駅 - 夕張本町駅

## 接続路線
- 北炭夕張炭鉱専用鉄道

## 夕張市民会館
夕張市民会館（ゆうばりしみんかいかん）は1962年着工、1963年10月に完成した。大ホール・映画館・会議室・展示場・食堂・結婚式場・公民館などを備えた総合的な施設であり、1971年の駅廃止後も建物は使用され、駅前広場は市民会館の入口・駐車場となった。1979年に改修、1985年に旧駅改札口・待合室付近に小ホール「シネサロン」を新設した。
2007年3月、夕張市が財政再建団体となり市民会館は閉鎖されたが、同年11月に「特定非営利活動法人ゆうばりファンタ」が夕張市より無償貸付を受け、全国コンパック工業会北海道支部などの協力により「ゆうばり市民会館」として再開、「市民会館運営委員会」による自主運営に移行した。同年11月23日から25日まで行われた「ゆうばり市民会館復活祭」では、韓国の俳優パク・シニャンが出演した映画『約束』（1998年／キム・ユジン監督）が上映され、シニャン本人がノーギャラで来館したというエピソードがある。
2009年10月、「ゆうばりファンタ」は弁護士法人アディーレ法律事務所とネーミングライツ契約を締結、「アディーレ会館ゆうばり」と改称した。2012年10月、アディーレ法律事務所と再契約を行い、引き続き「アディーレ会館ゆうばり」と称した。
2013年11月に「建築物の耐震改修の促進に関する法律」の改正・施行を受け、夕張市による建物の耐震診断が義務化された。建物は完成後約50年経過しており、老朽化が進行していたため、耐震診断の結果によっては補修や耐震補強工事についても行う必要があったが、市には耐震診断や工事の費用負担が極めて困難であったため、市と「市民会館運営委員会」は使用停止・閉館の検討に入った。同年12月7日、ロックバンド・GLAY（函館市出身）が「GLAY CHRISTMAS SHOW 2013　YUBARI Special」と題したライブを開催している。
2014年2月、閉館が決定、同年9月、5年間続いたアディーレ法律事務所とのネーミングライツ契約が終了。2015年3月15日、市民有志による「2015年ゆうばり さようなら市民会館芸能発表会」が行われ、同月31日をもって完全閉館し51年半の歴史に幕を閉じた。市民会館の役割は若菜地区の「ゆうばり文化スポーツセンター」に移された。耐震補強の問題から再利用は困難な見通しであり、解体されるものと見られているが、令和に改元された2019年現在も建物解体の目途は立っていない。